# Lista över Ugandas statsöverhuvuden

Ugandas presidents flagga.

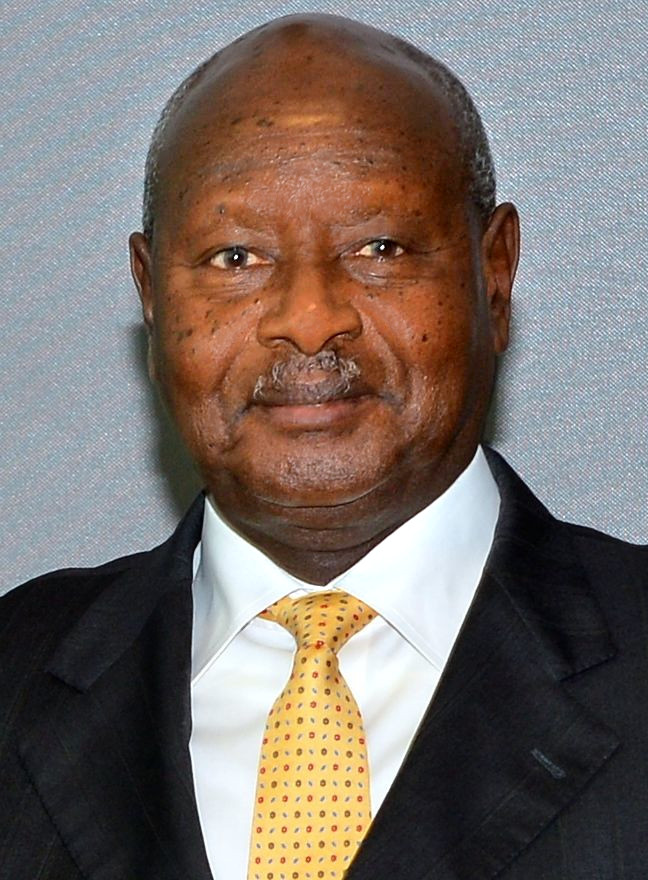
Ugandas nuvarande president Yoweri Museveni (2015)

Detta är en lista över Ugandas statsöverhuvuden.
| Namn                 | Ämbetsperiod                    | Titel                            |
| -------------------- | ------------------------------- | -------------------------------- |
| Edward Mutesa II     | 9 oktober 1962 – 2 mars 1966    | President                        |
| Milton Obote         | 15 april 1966 – 25 januari 1971 | President                        |
| Idi Amin             | 25 januari 1971 – 13 april 1979 | President                        |
| Yusufu Lule          | 13 april 1979 – 20 juni 1979    | President                        |
| Godfrey Binaisa      | 20 juni 1979 – 11 maj 1980      | President                        |
| Paulo Muwanga        | 12 maj 1980 – 22 maj 1980       | Ordförande i militärkommissionen |
| Presidentkommission  | 22 maj 1980 – 15 december 1980  | Presidentkommission              |
| Milton Obote         | 17 december 1980 – 27 juli 1985 | President                        |
| Bazilio Olara Okello | 27 juli 1985 – 29 juli 1985     | Ordförande i militärrådet        |
| Tito Okello          | 29 juli 1985 – 26 januari 1986  | Ordförande i militärrådet        |
| Yoweri Museveni      | 26 januari 1986 –               | President                        |